# San Pedrito
San Pedrito – stacja końcowa metra w Buenos Aires, na linii A. Znajduje się za stacją San José de Flores. Stacja została otwarta 27 września 2013.